# Елск
Елск (на беларуски: Ельск; на руски: Ельск) е град в Беларус, административен център на Елски район, Гомелска област. Населението на града е 9046 души (по приблизителна оценка от 1 януари 2018 г.).

## История
За пръв път селището е споменато през 16 век, през 1971 година получава статут на град.